# Magra IS
Magra IS (Magra Idrottsällskap), bildat 1929 är en idrottsförening i Magra, Alingsås kommun. De bedriver för närvarande (2019) verksamhet inom skidåkning, barngymnastik och orientering och riktar sig mot barn och ungdom.
Magra IS har en klubbstuga med fyra omklädningsrum, ett samlingsrum samt kök. Där finns även två gräsplaner för fotboll, ett elljusspår på 2 kilometer samt ett motionsspår på 5 kilometer. Vid större arrangemang såsom fest och liknande används bygdegården.

## Spelare från Magra IS
- Robin Söder